# Juan Espejo Asturrizaga
Juan Espejo Asturrizaga (Lima, 8 de julio de 1895 - ibídem, 29 de octubre de 1965) fue un poeta, narrador, periodista y educador peruano. Integrante del Grupo Norte de Trujillo, fue gran amigo de César Vallejo, de quien escribió una notable biografía de su etapa peruana, es decir, de 1892 a 1923, antes de su viaje a Europa.

## Biografía
Nacido en Lima, se trasladó a la ciudad de Trujillo (norte del Perú), donde realizó sus estudios secundarios y universitarios. Su casa fue centro de reunión de un núcleo juvenil que se constituyó en la llamada Bohemia Trujillana y luego en el famoso Grupo Norte, que reunió a la joven intelectualidad del norte peruano. Cultivó una estrecha amistad con César Vallejo, a quien acompañó en sus viajes a Lima y a Santiago de Chuco, entre los años 1915 y 1923. Luego vivió y trabajó como profesor en Huamachuco, siendo también el autor del Himno del Colegio San Nicolás de dicha ciudad.

## Publicaciones
Publicó los siguientes libros: 
- Breve Antología de la Poesía India (1956).
- Montaña Iris (1959), un conjunto de relatos peruanos.
- César Vallejo: Itinerario del hombre. 1892-1923 (1965 y 1989). Biografía del poeta César Vallejo de su etapa peruana. Estaba ya lista para publicarse en 1945 pero por diversas circunstancias se fue postergando hasta 1965, el mismo año en que falleció su autor. Contiene nutrida y valiosa información enriquecida a base de una exhaustiva indagación en las fuentes documentales y el acopio de poemas desconocidos o de primeras versiones que han permitido a los críticos hacer estudios sobre la evolución de la poética vallejiana. En su momento, esta obra no tuvo mayor difusión, la que solo fue dándose de manera paulatina, al punto de haber contribuido significativamente en la renovación de los estudios vallejianos. Es  actualmente un referente obligado para los estudiosos de la vida y obra de Vallejo.

También escribió textos escolares para la enseñanza media o secundaria. Muchos de sus artículos se hallan desperdigados en diversas obras y revistas.